# 報恩寺 (豊中市)
報恩寺（ほうおんじ）は、大阪府豊中市にある浄土真宗本願寺派の寺院。山号は甘露山。本尊は阿弥陀如来。

## 歴史

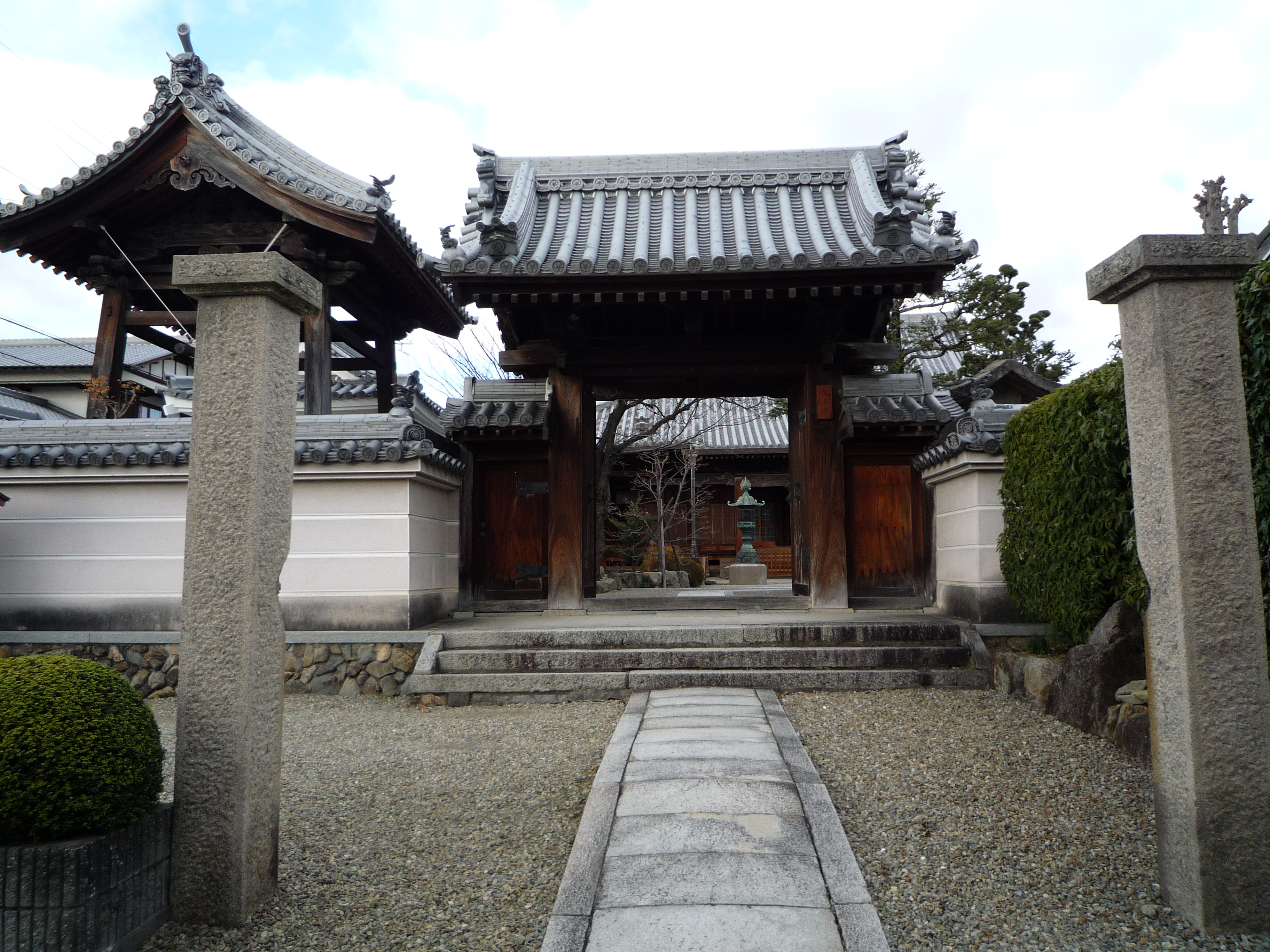
梵鐘と山門

この寺は、元は金泉寺と称していたが、存覚（1290年－1373年）が入寺して念仏の道場としたのに始まるとされる。現在の寺号となったのは、1594年（文禄3年）のことである。

## 文化財

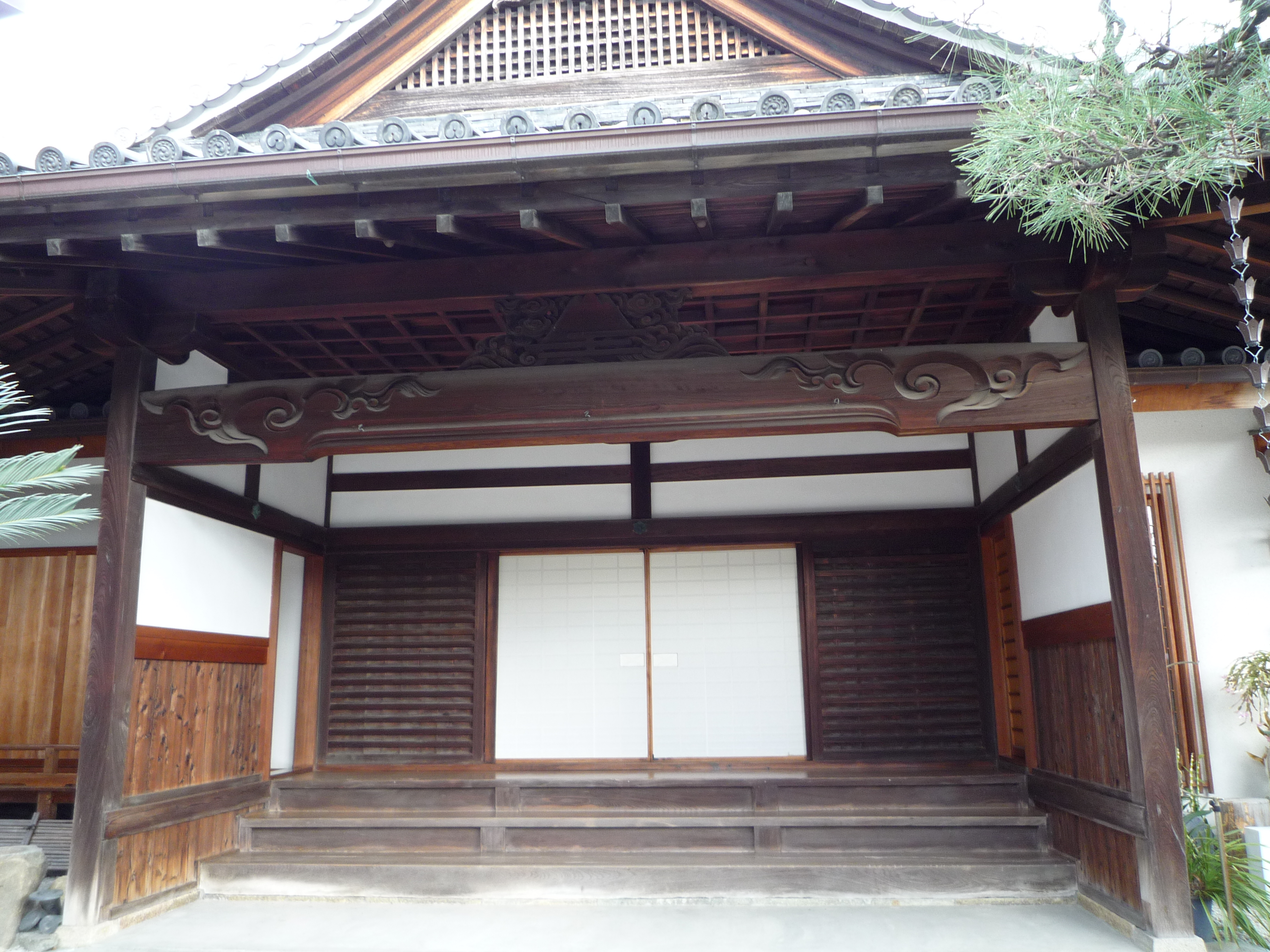
麻田陣屋表玄関

- 豊中市有形文化財（建造物）
  - 麻田陣屋玄関

## 所在地
- 大阪府豊中市春日町2-6-1